# Kinh tế học thể chế mới
Kinh tế học thể chế mới (tiếng Anh: New institutional economic) là một trào lưu kinh tế học hiện đại có đối tượng nghiên cứu là những quy ước xã hội, những quy định pháp lý ảnh hưởng đến hành vi của chủ thể kinh tế và có phương pháp nghiên cứu là mô hình hóa các hành vi kinh tế duy lý của chủ thể kinh tế trong môi trường đầy rủi ro không xác định được.
Kinh tế học thể chế mới tuy cũng nghiên cứu về thể chế như Kinh tế chính trị thể chế, song phương pháp nghiên cứu lại khác. Các lý luận và mô hình chủ yếu của kinh tế học thể chế mới gồm lý luận chi phí giao dịch, lý luận ủy thác và đại lý, lý luận về quyền sở hữu, lý luận thông tin phi đối xứng, lý luận hành vi chiến lược, lý luận rủi ro đạo đức, lý luận tuyển chọn ngược, chi phí giám sát, động cơ, mặc cả, hợp đồng, tự vệ, chủ nghĩa cơ hội, tính duy lý giới hạn, v.v... Trên cơ sở các mô hình và lý luận này, kinh tế học thể chế mới tập trung phân tích các hệ thống và chế độ kinh tế, quản trị doanh nghiệp, giám sát tài chính, chiến lược doanh nghiệp, v.v...
Người khởi xướng trào lưu này là Ronald Coase (giải Nobel kinh tế học năm 1991), và những học giả kinh tế nổi tiếng thuộc trào lưu này hay có liên quan tới trào lưu này gồm Douglass North (giải Nobel kinh tế học năm 1993), Oliver E. Williamson (giải Nobel kinh tế học năm 2009), Avner Greif, Claude Menard, Amartya Sen, v.v...